# Acmopyle pancheri
Espèce
Statut de conservation UICN

 NT  : Quasi menacé
Acmopyle pancheri est une espèce de conifères de la famille des Podocarpaceae. On la trouve uniquement en Nouvelle-Calédonie.